# Franz Fischler
Franz Fischler (nacido el 23 de septiembre de 1946) es un político austríaco. Fue el Comisionado de la Unión Europea para la Agricultura, el Desarrollo Rural y la Pesca (1995-2004).
Nacido en Absam, Tirol, estudió agricultura en la Universidad de Ciencias de la Agricultura de Viena, y finalizó con el doctorado en 1978. Trabajó como asistente en la Universidad desde 1973 hasta 1979, y luego para la Cámara de Agricultura de Tirol, para ocupar finalmente el puesto de director de esta última desde 1985 hasta 1989.
Entre 1989 y 1994 Fischler fue el ministro Federal para Agricultura y Silvicultura, y desde 1990 miembro electo del Consejo Nacional de Austria. En 1995 tomó el cargo de Comisionado Europeo en Bruselas, responsable para la agricultura y el desarrollo rural. En 1999 la pesca pasó a estar también entre sus responsabilidades.
En el consejo celebrado en 1999 en Berlín Franz Fischler tuvo una significativa influencia en la Agenda 2000.
El comisario Fischler también tuvo una gran repercusión mediática por haber sido responsable de agricultura en las años de reestructuración de la política agrícola común de la Unión Europea, lo cual tenía importantes consecuencias en el volumen de fondos de subvenciones destinados a los distintos Estados miembros.
En España es especialmente recordado porque visitando una explotación de olivos, quiso probar directamente una aceituna del árbol, lo que provocó muchos chascarrillos y comentarios sobre su "idoneidad" como comisario de agricultura.